# Sergej Dolmatov

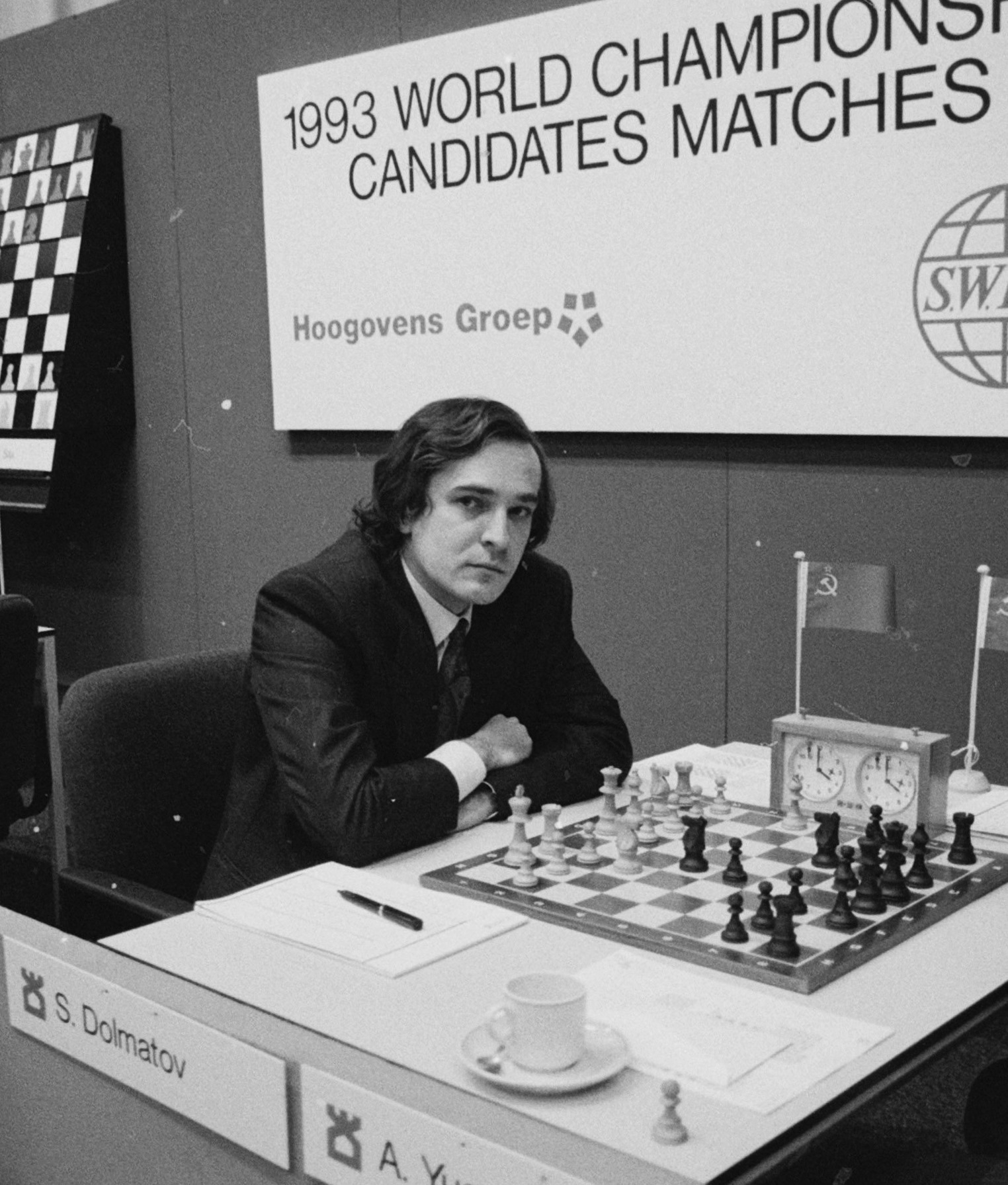
Dolmatov (IJmuiden, 1991)

Sergej Viktorovitsj Dolmatov (Russisch: Сергей Викторович Долматов) (Kiseljovsk, 20 februari 1959) is een Russisch schaker. Hij is sinds 1982 een FIDE grootmeester (GM). Sinds 2007 draagt hij de titel FIDE Senior Trainer. 

## Biografie
Geboren in Kiseljovsk in de voormalige Sovjet-Unie, bracht de solide maar toch ondernemende speelstijl van Dolmatov hem snel naar de top van het jeugdschaak, uitmondend in het behalen van de titel wereldkampioen bij de junioren in 1978. Ook in 1978 werd hij Internationaal Meester (IM), en in 1982 grootmeester. In 1979 eindigde hij als nummer twee bij het kampioenschap van de Sovjet-Unie. 
In de begintijd van zijn schaakcarrière won hij veel internationale toernooien, waaronder het Amsterdam Masters 1979, Boekarest 1981 en Hradec Králové 1981. In 1982 werd hij tweede in Minsk, na Vitali Tsesjkovski. Hij won in Froenze 1983, Barcelona 1983, en het gesloten toernooi in Tallinn (Keres Memorial) in 1985 en het Chigorin Memorial in Sotsji in 1988. Hij won, zonder anderen met eenzelfde aantal punten, het Hastings toernooi van 1989–90, toen nog een round-robin toernooi. 
Dolmatov kwalificeerde in 1990 als mogelijke kandidaat voor het wereldkampioenschap, door zijn resultaat in het sterk bezette Interzonetoernooi in Manilla; in 1991 speelde hij in het kandidatentoernooi en verloor hij in ronde 1 van Joesoepov. 
Vanaf eind jaren negentig speelt hij minder vaak. Hij had succes op het Linares Open in 2000. 
In het Dortmund Open 2003 eindigde hij op de vijfde plaats, en op het 4e kampioenschap van Europa eindigde hij als 36e. In 2004 verloor Dolmatov in de A-groep van het Aeroflot Open toernooi te Moskou in 19 zetten van het 13-jarige wonderkind Magnus Carlsen.

In het begin van de 21e eeuw was Dolmatov schaakauteur, met name van openingsanalyses en toernooiverslagen, ten behoeve van schaaktijdschriften zoals New In Chess. 

Met wit opent Dolmatov vaak met 1.e4 en met zwart speelt hij vaak de Hollandse verdediging, het Konings-Indisch en de Franse verdediging. 

## Partij
Hier volgt de partij Vasyl Ivantsjoek (wit) tegen Sergej Dolmatov (zwart), Irkoetsk 1986. 

Schaakopening Frans, ECO-code C-03.

1.e4 e6 2.d4 d5 3.Pd2 a6 4.Pgf3 c5 5.exd5 exd5 6.Le2 c4 7.0-0 Ld6 8.b3 b5 9.a4 Lb7 10.Te1 Pe7 11.bxc4 bxc4 12.Lxc4 dxc4 13.Pxc4 Lb4 14.c3 Ld5 15.cxb4 Lxc4 16.La3 0-0 17.b5 Te8 18.Pe5 Ld5 19.Dd3 axb5 20.axb5 Ta5 (0-1)